# 기술 지원 사기

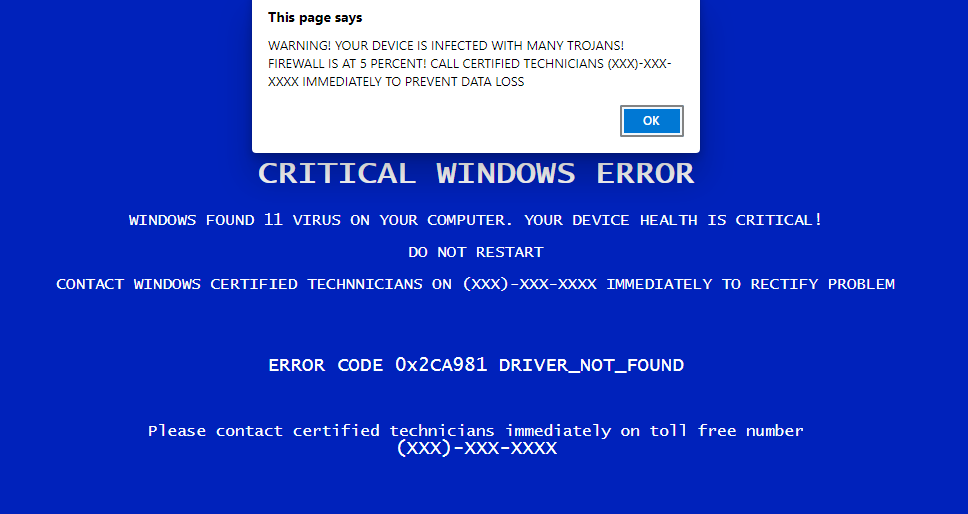
기술 지원 사기 팝업 예시

기술 지원 사기(Technical support scam)는 사기꾼이 합법적인 기술 지원 서비스를 제공한다고 주장하는 사기 유형이다. 피해자는 다양한 방법으로 사기꾼에게 연락한다. 오류 메시지와 유사한 가짜 팝업창이나 사기꾼이 소유한 웹사이트에 광고된 가짜 "도움말"을 통해 연락하는 경우가 많다. 기술 지원 사기꾼은 피해자의 장치에 문제가 없는데도 컴퓨터나 모바일 장치에 맬웨어 감염과 같은 문제가 있다고 피해자를 설득하기 위해 사회 공학과 다양한 신뢰 수법을 사용한다. 그런 다음 사기꾼은 피해자가 발견했다고 주장하는 가상의 "문제"를 해결하기 위해 비용을 지불하도록 설득한다. 추적하기 어렵고 피해자가 돈을 돌려받을 수 있는 소비자 보호 장치가 거의 없는 방법(보통 기프트 카드를 통해)을 통해 사기꾼에게 지불이 이루어진다.
기술 지원 사기는 이미 2008년에 발생했다. 기술 지원 사기에 대한 2017년 연구에 따르면 위치 정보를 찾을 수 있는 IP 중 85%는 인도 위치, 7%는 미국 위치, 3%는 코스타리카 위치로 추적될 수 있는 것으로 나타났다. 기술 지원 사기에 대한 연구에 따르면 밀레니얼 세대와 Z세대가 그러한 사기에 가장 많이 노출되는 것으로 나타났다. 그러나 노인들은 이러한 사기에 속아 돈을 잃을 가능성이 더 높다. 노턴은 2021년 10월 소비자에 대한 가장 큰 피싱 위협으로 기술 지원 사기를 선정했다. 마이크로소프트는 설문조사에 참여한 소비자의 60%가 지난 12개월 이내에 기술 지원 사기에 노출된 적이 있다는 사실을 발견했다. 기술 지원 사기에 대한 대응에는 사기성 콜센터 운영 및 사기 미끼를 담당하는 회사를 상대로 제기된 소송이 포함된다.

## 같이 보기
- 바이러스 검사 소프트웨어